# Zangengraben
Der Zangengraben ist ein knapp zwei Kilometer langer orographisch linker Zufluss des Odenbaches in den rheinland-pfälzischen Landkreis Kusel auf dem Gebiet der zur Verbandsgemeinde Lauterecken-Wolfstein gehörenden Ortsgemeinde Hefersweiler.

## Verlauf
Der Zangengraben entspringt im Naturraum Moschelhöhen des Nordpfälzer Berglandes auf einer Höhe von 350 m ü. NHN  am östlichen Fuße der Bauerschiederbergs (398,8 m) und gut eineinhalb Kilometer westlich des Dorfes Hefersweiler. Seine Quelle liegt in einem Laubwald direkt östlich der Grenze zu Relsberg innerhalb der Gemarkung von Hefersweiler.
Der Bach fließt zunächst gut dreihundertfünfzig Meter in ostnordöstlicher Richtung zwischen der auf seiner rechten Seite liegenden Anhöhe Gründling (363,9 m) und dem Ostsporn des Bauerschiederbergs  namens Breitwiesenberg auf der linken durch ein tiefes Kerbtal und wird dann auf seiner linken Seite von einem Waldbächlein gespeist. Zweihundertfünfzig Meter bachabwärts verlässt der Zangengraben den Wald und betritt die offene Flur. Er läuft nun anfangs von dichtem danach von spärlichen Gehölz begleitet durch die Wiesen und Äcker der Flur Löschbach und zieht dann am Nordostrand des zu Hefersweiler gehörenden Wohnplatzes Ahlbornerhof entlang.
Er passiert danach noch die Gemarkungsgrenze zwischen Hefersweiler und dessen Ortsteil Berzweiler und mündet schließlich bei der Flur Ahlbornwiesen auf einer Höhe von etwa 216 m von links in den aus dem Süden kommenden Odenbach.

## Daten
Der Zangengraben hat ein Einzugsgebiet von 1,134 km² und entwässert sich über den Odenbach, den Glan, die Nahe und den Rhein in die Nordsee. Der Höhenunterschied von seiner Quelle bis zu seiner Mündung beträgt 134 m, was bei einer Lauflänge von 1,712 km einem mittleren Sohlgefälle von 78,3 ‰ entspricht.

## Natur und Umwelt
Das tiefe Kerbtal des Zangengrabens wird im Quellbereich durch Schluchtwald mit Felsgestein geprägt. Es wachsen dort Bruchweiden, Eschen, Schwarzerlen und Bergahorne sowie Brombeer-, Rote Johannisbeer- und Haselnusssträucher. Unten in der Krautschicht gedeiht der Wald-Sauerklee, der Gundermann, der Stinkstorchschnabel, das Grosse Hexenkraut, die Berggold- und die Große Brennnessel, sowie der Gewöhnliche Wurm-, der Dornige Schild- und der Frauenfarn.